# Waterville (Washington)
Waterville ist eine Town im und der County Seat von Douglas County, im US-Bundesstaat Washington. Sie ist Teil der Metropolitan Statistical Area Wenatchee–East Wenatchee. Zum United States Census 2020 hatte Waterville 1.134 Einwohner.

## Geschichte
Waterville wurde 1885 gegründet und im Jahr darauf parzelliert. Die Stadt wurde 1889 unter der Territorial Charter anerkannt, doch wurde dies am 12. Mai 1890 wiederholt, nachdem Washington den Vereinigten Staaten beigetreten war.
Seit seiner Gründung 1889 und der Bestimmung zum County Seat des Douglas County rühmt sich Waterville seiner facettenreichen Geschichte in der Landwirtschaft, der Erholung und weiteren wirtschaftlichen Trends.
1883 besetzte Stephen Boise in Stück Land auf einer Strauch-Steppen-Hochebene in Ost-Washington, hoch über einer großen Schleife des Columbia River gelegen. Bald darauf baute er eine Hütte und einen Brunnen. Der Brunnen gab große Mengen Wasser – das einzig verfügbare über Meilen im Umkreis. Bald darauf wurde der Ort zum County Seat ernannt; das kostbare Nass gab der Stadt Waterville ihren Namen.
A. T. Greene kauft 1885 den Claim von Boise mit der Vision, eine Stadt zu bauen. Er ließ eine Fläche von 16 ha beurkunden und parzellieren, um die ursprüngliche Stadt zu errichten und nannte sie Waterville. Die Honoratioren von Waterville wollten die Ernennung zum County Seat des neugegründeten Douglas County erreichen. Das Problem bestand darin, dass der Douglas County bereits über einen County Seat verfügte, eine kleine Stadt namens Okanogan, sechs Meilen (10 km) nordöstlich gelegen. Okanogan war jedoch – ungeachtet mehrerer Vorzüge – trocken, nicht ein einziger Brunnen gab auch nur einen Tropfen Wasser. So brachten die Abgeordneten aus Waterville ein Fass Wasser auf eine politische Versammlung in Okanogan und insistierten, den County Seat zur Quelle dieses Wassers zu verlegen. Die Bevollmächtigten beugten sich am 2. Mai 1887 dem öffentlichen Druck und erklärten Waterville zum neuen County Seat. Am 22. März 1889 wurde Waterville als Stadt im Washington Territory anerkannt. Im selben Jahr baute der Stadtgründer A. T. Greene das erste Gerichtsgebäude des Douglas County in Waterville und verkaufte es an das neugegliederte County für einen Dollar. Von Okanogan blieb keine Spur zurück, doch der Ort Douglas hat als nicht anerkannter Weiler überlebt.
Washington wurde bald danach der 42. Bundesstaat der USA, so dass die Stadt Waterville am 3. Mai 1890 erneut durch ein Gesetz des Bundesstaates anerkannt wurde. Bis 1892 prahlte die Stadt mit mehreren hundert Einwohnern und einer Reihe von Händlern, die sie und die in der Umgebung wohnende ländliche Bevölkerung versorgten.
Die frühen Träume von Viehzucht auf dem Hochplateau verflüchtigten sich, als der harte Winter 1889/90 die meisten Rinder tötete. Danach wetteiferten Kartoffeln und Weizen um die Vormachtstellung als Hauptanbaukultur für den Gelderwerb. Schließlich siegten der Weizenanbau und wurde zur Hauptstütze der örtlichen Wirtschaft. Gesegnet mit fruchtbaren Böden, einer Menge Schnee im Winter und Regen im Frühjahr, mit trockenen Sommern und hoher Marktnachfrage blühten die örtlichen Weizenbauern in den frühen Jahren auf, und die Stadt Waterville wuchs und blühte mit ihnen.
Ein Brand löschte viele der frühen Holzbauten und Geschäfte in Waterville aus. Die Geschäftsstraße wurde um einen Block versetzt, als neue Gebäude in die Höhe schossen, diesmal aus feuerbeständigem Gemäuer. Die Gebäude in diesem Bezirk wurden zu einem lebhaften und sich lebhaft entwickelnden wirtschaftlichen Mittelpunkt der ganzen Region.
Heute ist das hundertjährige Geschäftsviertel von Waterville im National Register of Historic Places gelistet, das außerdem das nahegelegene Waterville Hotel, das Nifty Theatre und weitere Gebäude aus derselben Ära führt.
1905 ersetzte ein steinernes Gerichtsgebäude (Douglas County Courthouse), welches immer noch genutzt und im State Historic Register aufgeführt wird, den ursprünglichen Holzbau von 1889.
Der Mansfield-Zweig der Great Northern Railway führte von 1909 bis 1985 durch die Weizenfelder des Waterville-Plateaus.

## Geographie

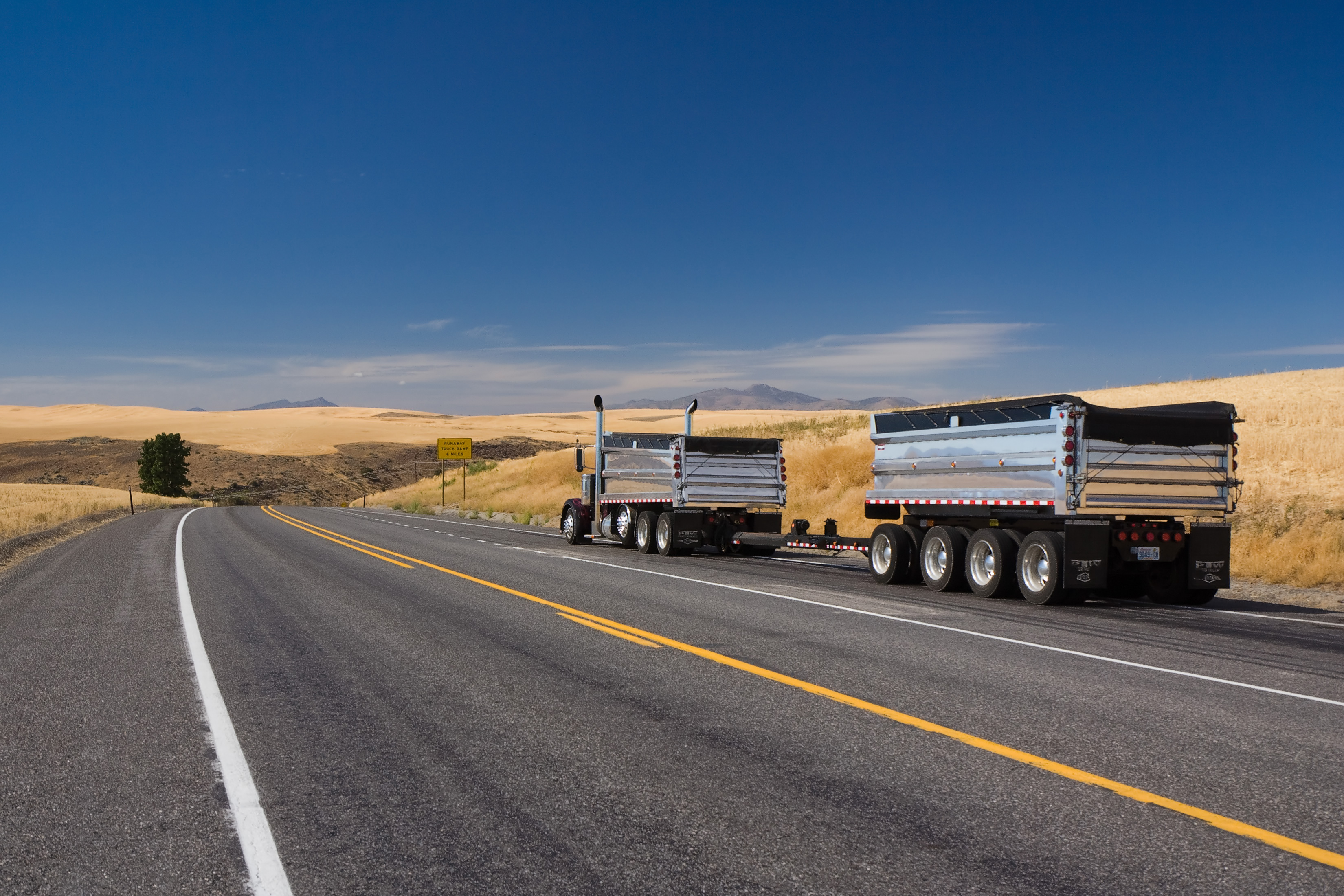
Truck vor einem Weizenfeld nahe Waterville

Nach dem United States Census Bureau nimmt die Stadt eine Gesamtfläche von 2,25 km² ein, worunter keine Wasserflächen sind.

### Klima
Waterville hat nach der Klimaklassifikation nach Köppen und Geiger ein semiarides Klima (abgekürzt „BSk“) mit kalten, feuchten Wintern und heißen, trockenen Sommern.
|                        | Jan    | Feb    | Mär    | Apr    | Mai   | Jun   | Jul   | Aug   | Sep   | Okt    | Nov    | Dez    |   |        |
| Mittl. Temperatur (°C) | −3,89  | −1,94  | 3,33   | 7,78   | 12,50 | 16,39 | 20,56 | 20,00 | 15,28 | 7,50   | 0,00   | −5,28  | ⌀ | 7,7    |
| Mittl. Tagesmax. (°C)  | 12,78  | 18,89  | 23,33  | 31,11  | 35,56 | 37,78 | 41,11 | 40,00 | 36,67 | 31,11  | 18,89  | 15,00  | ⌀ | 28,6   |
| Mittl. Tagesmin. (°C)  | −31,11 | −28,89 | −23,33 | −11,67 | −8,89 | −1,67 | 1,11  | 1,67  | −5,56 | −15,56 | −25,56 | −36,11 | ⌀ | −15,4  |
|                        |        |        |        |        |       |       |       |       |       |        |        |        |   |        |
| Niederschlag (mm)      | 37,59  | 24,64  | 20,57  | 16,00  | 26,92 | 26,16 | 12,95 | 9,40  | 10,41 | 17,02  | 38,61  | 50,04  | Σ | 290,31 |

| −31,11 |

| −28,89 |

| −23,33 |

| −11,67 |

| −8,89 |

| −1,67 |

| 1,11 |

| 1,67 |

| −5,56 |

| −15,56 |

| −25,56 |

| −36,11 |

| −31,11 |

| −28,89 |

| −23,33 |

| −11,67 |

| −8,89 |

| −1,67 |

| 1,11 |

| 1,67 |

| −5,56 |

| −15,56 |

| −25,56 |

| −36,11 |

## Demographie

### Census 2010
Nach der Volkszählung von 2010 gab es in Waterville 1.138 Einwohner, 449 Haushalte und 316 Familien. Die Bevölkerungsdichte betrug 505 pro km². Es gab 482 Wohneinheiten bei einer mittleren Dichte von 213,9 pro km².
Die Bevölkerung bestand zu 94,5 % aus Weißen, zu 1,1 % aus Indianern, zu 0,6 % aus Asiaten, zu 0,1 % aus Pazifik-Insulanern, zu 2,5 % aus anderen „Rassen“ und zu 1,1 % aus zwei oder mehr „Rassen“. Hispanics oder Latinos „jeglicher Rasse“ bildeten 9,8 % der Bevölkerung.
Von den 449 Haushalten beherbergten 30,3 % Kinder unter 18 Jahren, 57,5 % wurden von zusammen lebenden verheirateten Paaren, 9,6 % von alleinerziehenden Müttern und 3,3 % von alleinstehenden Vätern geführt; 29,6 % waren Nicht-Familien. 23,8 % der Haushalte waren Singles und 12,9 % waren alleinstehende über 65-jährige Personen. Die durchschnittliche Haushaltsgröße betrug 2,51 und die durchschnittliche Familiengröße 2,98 Personen.
Der Median des Alters in der Stadt betrug 43,3 Jahre. 22,8 % der Einwohner waren unter 18, 7,4 % zwischen 18 und 24, 21,5 % zwischen 25 und 44, 30,5 % zwischen 45 und 64 und 17,9 65 Jahre oder älter. Von den Einwohnern waren 50,4 % Männer und 49,6 % Frauen.

### Census 2000
Nach der Volkszählung von 2000 gab es in Waterville 1.163 Einwohner, 433 Haushalte und 314 Familien. Die Bevölkerungsdichte betrug 528,3 pro km². Es gab 481 Wohneinheiten bei einer mittleren Dichte von 218,5 pro km².
Die Bevölkerung bestand zu 90,11 % aus Weißen, zu 1,03 % aus Afroamerikanern, zu 1,12 % aus Indianern, zu 0,26 % aus Asiaten, zu 6,1 % aus anderen „Rassen“ und zu 1,38 % aus zwei oder mehr „Rassen“. Hispanics oder Latinos „jeglicher Rasse“ bildeten 8,77 % der Bevölkerung.
Von den 433 Haushalten beherbergten 33,7 % Kinder unter 18 Jahren, 62,6 % wurden von zusammen lebenden verheirateten Paaren, 6 % von alleinerziehenden Müttern geführt; 27,3 % waren Nicht-Familien. 24 % der Haushalte waren Singles und 13,9 % waren alleinstehende über 65-jährige Personen. Die durchschnittliche Haushaltsgröße betrug 2,65 und die durchschnittliche Familiengröße 3,17 Personen.
Der Median des Alters in der Stadt betrug 40 Jahre. 28,8 % der Einwohner waren unter 18, 5,8 % zwischen 18 und 24, 23,4 % zwischen 25 und 44, 24,2 % zwischen 45 und 64 und 17,7 65 Jahre oder älter. Auf 100 Frauen kamen 91,6 Männer, bei den über 18-Jährigen waren es 93,5 Männer auf 100 Frauen.
Alle Angaben zum mittleren Einkommen beziehen sich auf den Median. Das mittlere Haushaltseinkommen betrug 36.458 US$, in den Familien waren es 47.386 US$. Männer hatten ein mittleres Einkommen von 33.375 US$ gegenüber 23.375 US$ bei Frauen. Das Pro-Kopf-Einkommen betrug 18.880 US$. Etwa 5 % der Familien und 7,5 % der Gesamtbevölkerung lebte unterhalb der Armutsgrenze; das betraf 7,1 % der unter 18-Jährigen und 2,8 % der über 65-Jährigen.

## Persönlichkeiten
- Aaron Clement Waters (1905–1991), Geologe, Vulkanologe und Hochschullehrer